# Erissoides argentinus
Erissoides argentinus là một loài nhện trong họ Thomisidae.
Loài này thuộc chi Erissoides. Erissoides argentinus được Cândido Firmino de Mello-Leitão miêu tả năm 1931.